# Monts de Lacaune
I Monti di Lacaune (in occitano Monts de La Cauna) sono un massiccio montuoso della Francia, parte del Massiccio Centrale. Situato a sud-est della città di Lacaune, da cui prendono il nome, sono divisi tra le regioni del Midi-Pirenei e della Linguadoca-Rossiglione.

## Situazione
Questo massiccio si colloca a sud-est della città di Lacaune, da cui riceve il nome. A sud è delimitato dal fiume Agout e dal comune di Vèbre, a nord dal fiume Rance e ad ovest dal fiume Gijou. Perlopiù, si situa all'estremità del dipartimento di Tarn e si estende leggermente nei dipartimenti dell'Aveyron e dell'Hérault. Le cime più alte sono il Puech de Rascas, a 1 270 m d'altezza, il Puech de Montgrand a 1 269 m, le cui vette, vietate al pubblico, sono occupate da importanti basi militari e il Roc de Montalet a 1 259 m, sul quale troneggia una piccola statua della Vergine.

## Geologia
Si tratta di un antico massiccio ercinico (da - 360 a - 300 milioni di anni) orientato secondo un asse N-NE. La regione gode di un'ottima reputazione, soprattutto per via della sua complessità geologica, palesata grazie a una cartografia dei suoli locali eccezionalmente dettagliata.

## Idrografia
Nei monti di Lacaune si trova la sorgente di numerosi corsi d'acqua:
- Rance
- Vèbre
- Gijou
- Bertou

Inoltre, in questo massiccio sono stati costruiti tre laghi artificiali:
- Lago di Laouzas
- Lago della Raviège
- Lago di Saints-Peyres

## Protezione ambientale
La regione gode della protezione del Parco naturale regionale dell'Haut Languedoc.